# Marcozero
Marcozero (também grafado como Marco Zero) é uma banda brasileira de rock, formada em 2007, em Porto Alegre, Rio Grande do Sul. Composta por Marco Prates (voz, guitarra e baixo) e Andersonn Prestes (bateria e vocais). A banda tem fortes influências do rock brasileiro e estadunidense dos anos 80 com algumas características do rock gaúcho dos anos 90. As composições da banda tratam basicamente sobre solidão, abandono, depressão, conflitos em relacionamentos e de sentimentos, superações e assuntos sociais. Outra característica da banda é seu instrumental marcado por solos de guitarra fortemente influenciadas pelo hard rock estadunidense dos anos 80 e 90 e por linhas de baixo marcadas estilo bandas pós punk britânicas dos anos 80.

## História

### O início
Marco Prates, passou sete anos como baixista da banda de rock A Metrópole. Nesse período compôs diversas canções para o grupo e outras tantas que não foram gravadas.
Após o término da banda em Julho de 2006, Marco decidiu gravar suas composições, algumas ainda inéditas e outras já tocadas por sua antiga banda. Em Setembro do ano seguinte nasce a Marcozero, para esse projeto, que será um power trio, Marco chama seus amigos de colégio (e antigos membros da Metrópole) Andersonn Prestes (bateria) e Matheus Guedes (guitarra) e começam a gravar de forma independente o que viria a ser o primeiro álbum da banda. O nome Marcozero surge pelo significado da palavra “Marco Zero” como um início, ponto inicial, começo.

### Acho Melhor Você Partir, Opinião e Rock 4 Life (2007 - 2010)
De Setembro a Dezembro de 2007, foi gravado o primeiro álbum da Marcozero, Acho Melhor Você Partir, no estúdio de um amigo que conheceram na época da Metrópole. Com treze faixas o álbum mescla músicas que Marco originalmente compôs para A Metrópole com músicas inéditas, já compostas para a Marcozero. A música Acho Melhor Você Partir que dá nome ao trabalho e faz parte das novas composições de Marco. O álbum tem bastante influência de bandas do rock gaúcho, como Engenheiros do Hawaii e Nenhum de Nós. Inicialmente o álbum era apenas virtual, lançado e divulgado nos primórdios das redes sociais e plataformas digitais, como Orkut e Myspace, apenas dois anos depois o álbum ganhou uma forma física. 
Em 2008, Marco voltou para o estúdio e gravou o single Opinião, com influência das bandas que dominavam a cena do rock gaúcho na primeira metade da década dos anos 2000, como Cachorro Grande. O single originalmente foi concebido para participar de um festival de uma famosa casa noturna de Porto Alegre homônima, festival que acabou não sendo realizado. Ainda em 2008 foi lançado um clipe que marcou o lançamento virtual da canção.
Em 2010, a canção Acho Melhor Você Partir é selecionada para uma coletânea internacional, a Rock 4 Life International. Essa coletânea foi promovida pela gravadora estadunidense Quick Stars Productions e fez a Marcozero alcançar públicos que estavam muito além da sua base de fãs habitual, levando a banda a públicos de países como Coreia do Sul, Estados Unidos e Japão. 
Em Outubro de 2010 a canção Mil Andares foi selecionada para uma coletânea de bandas independentes, Bandas de A_Z. Durante esse processo Matheus desligou-se da Marcozero para dedicar mais tempo a sua família. Em seu lugar entrou Guilherme Fialho, que já era amigo dos integrantes, tendo tocado junto com eles na Metrópole.

### DVD Nunca diga adeus, Da Sua Vida e Lumière Sudamérica (2011 - 2014)
Em Fevereiro de 2011, a banda grava o seu primeiro DVD, um acústico em estúdio, chamado Nunca Diga Adeus. São 10 canções e para executar os novos arranjos em formato acústico é convidado Gabriel Severo para o baixo e Vicente Casanova para os teclados, Vicente é amigo de Marco e um dos seus principais parceiros de composição desde a época que tocavam juntos na Metrópole. Após a gravação do DVD, Andersonn Prestes desliga-se da Marcozero para ir fazer seu doutorado nos Estados Unidos. Fábio Duarte, músico gaúcho que tocava em bandas rock alternativo em Porto Alegre, assume a bateria da banda.
Em Agosto de 2012, a banda voltou para o estúdio e gravou o single Da Sua Vida, com bastante influência de bandas pop rock britânicas, como U2. O single ganhou um videoclipe que alcançou 50.000 mil visualizações, até então um marco para a banda.
No ano seguinte a Marcozero vai até São Paulo, convidada para participar da Lumière Sudamérica, uma coletânea com artistas e bandas do Brasil, Uruguai e Argentina. A canção escolhida para ficar registrada na coletânea é a Insatisfação, uma música de Marco em parceria com a Heli Medeiros que era tocada pela Metrópole.
Em 2014 a banda grava a música O Amanhã. Após as gravações Fábio desligou-se da banda para focar no seu trabalho com Cinema.

### Marco Zero (2015 - 2018)
Em 2015, Marco volta para o estúdio e começa a registrar algumas composições que seriam o embrião do álbum Recomeçar, durante esse processo retoma o contato com Vini Bancke, um produtor musical que Marco conheceu quando ainda fazia parte da Metrópole. Vini começa a produzir em conjunto com Marco as novas canções.
Durante esse processo, em 2016 é lançado o EP Marco Zero com as canções Da Sua Vida e O Amanhã. Esse ano também é marcado pelo retorno do Andersonn para a bateria da Marcozero, após 4 anos de estudos nos EUA. Ainda em 2016 Guilherme Fialho desliga-se da banda. 
Em 2017 Vini Bancke que já acompanhava a banda como produtor musical, assume as guitarras e assim começa as gravações do álbum Recomeçar, o processo de gravação, mixagem e masterização leva um ano, o álbum fica pronto no final do ano de 2018.

### Recomeçar, Estúdio Showlivre e EP Da Sua Vida (2019 - atualmente)
Em Maio de 2019 é lançado o álbum Recomeçar, com 14 faixas, 13 inéditas mais a canção O Amanhã, o álbum é uma curiosa mescla de rock progressivo e pop rock. Vini Bancke que produziu o álbum já acompanhava a Marcozero nos bastidores é convidado para participar da turnê “Recomeçar” como guitarrista da banda.
Em Setembro de 2019 a banda retorna a São Paulo para alguns shows da turnê além da gravação de um álbum ao vivo, esta gravação contém 10 canções ao vivo no estúdio da Showlivre, o maior portal de música independente do Brasil, o show é transmitido ao vivo pelos canais da Showlivre com entrevista e perguntas dos fãs, tudo conduzido pelo apresentador e músico Clemente Nascimento (Plebe Rude e Inocentes). O álbum é lançado em novembro do mesmo ano pelo selo da Showlivre.
Paralelo ao lançamento do álbum ao vivo a banda lança o clipe da música Platônica, o primeiro videoclipe do álbum Recomeçar. Neste mesmo mês o clipe entra na lista dos melhores clipes de Novembro do site Hits Perdidos. 
No início de 2020 a turnê é interrompida em decorrência da pandemia mundial do COVID-19. Com o confinamento, a banda decide antecipar os planos de lançar o EP Da Sua Vida. O EP contém 4 canções acústicas que serão lançadas como singles ao longo de 2020. A primeira será lançada em Maio, que originalmente seria lançado ao final da turnê do Recomeçar ao fim de 2020, e é um dueto com a Jess Camacho (Depois do Fim e 1987). As gravações deste EP foram feitas em 2019 quando Marco conheceu a Jess em show em que suas bandas dividiram palco na turnê em São Paulo.

## Formação

### Formação atual
- Marco Prates - vocal, guitarra, baixo (2007, presente)
- Andersonn Prestes - bateria e vocal de apoio (2007 - 2011 e 2016 - presente)

### Ex-integrantes
- Vinícius Bancke (Vini Bancke) - guitarra (2019 - 2020)
- Gabriel Severo - baixo (2011 - 2016)
- Guilherme Fialho - guitarra (2011 - 2016)
- Fábio Duarte - bateria (2012 - 2013)
- Vicente Casanova - teclados e vocal de apoio (2008 - 2009 e 2011 - 2012)
- Matheus Guedes - guitarra e vocal de apoio (2007 - 2011)

## Discografia
Álbuns de estúdio
- Acho Melhor Você Partir (2007)
- Recomeçar (2019)

Álbuns ao vivo
- Nunca Diga Adeus (2012)
- Marcozero no Release Showlivre (Ao Vivo) (2019)

DVD
- Nunca Diga Adeus (2012)

EPs
- Marco Zero (2016)

Singles
- Opinião (2008)
- Da Sua Vida (2012)
- Recomeçar (Acústico) (2020)

Coletâneas
- Rock 4 Life Vol.24 (2009)
- 15ª Coletânea Bandas a_z (2010)
- Lumière Sudamérica (2013)